# Zotes del Páramo
Zotes del Páramo település Spanyolországban, León tartományban. Lakosainak száma 402 fő (2024).

## Földrajza
Zotes del Páramo Roperuelos del Páramo, Cebrones del Río, Valdefuentes del Páramo, Laguna Dalga, Pobladura de Pelayo García, Laguna de Negrillos és La Antigua községekkel határos.

## Népesség
A település lakosságának változását az alábbi diagram mutatja:
| Lakosok száma | 655  | 592  | 520  | 495  | 485  | 467  | 443  | 427  | 412  | 402  |
|               | 2001 | 2004 | 2007 | 2009 | 2012 | 2014 | 2017 | 2019 | 2022 | 2024 |